# Saint-Léonard (Pas de Calais)
Saint-Léonard és un municipi francès, situat al departament del Pas de Calais i a la regió dels Alts de França.